# Ylva Lööf
Ylva Maria Lööf, född 28 februari 1958 i Sollebrunn, är en svensk skådespelerska och dramatiker.
Lööf studerade skådespelarprogrammet vid Teaterhögskolan i Stockholm samt Skara skolscen. Efter studierna har hon varit engagerad vid Stockholms stadsteater där hon medverkade i Arnold Weskers Rötter 1986, Cyrano de Bergerac 1986 samt Sarkofagen 1987. Hon gjorde Anne Frank i Anne Franks dagbok på Fria Teatern 1988. Regisserade Strindbergs Den starkare på Strindbergsmuseet 1989. Spelade fröken Winge i musikalen Utflykten på Musikteatergruppen Oktober 1990. Arbetade på Orionteatern 1991–1992 där hon medverkade i Anton Tjechovs Tre systrar. Hon har också medverkat i musikalen Lucille på Fria Proteatern. 
Hon är även verksam som tv-producent, filmare och reporter och har arbetat med ett stort antal faktaprogram för SVT och TV4. Hon har bland annat producerat, filmat och regisserat barn-tv-serierna Nils och Nisse samt Barnen på Lilla Akademien. Lööf föreläser också om konflikthantering, kroppsspråk och ledarskap. Hon är författare till boken Amatörteater, rollspel och spektakel (1981).

## Pjäser skrivna av Ylva Lööf
- Historien om en grävling - Estrad Norr - urpremiär februari 2008
- Aftonens ämne är kärlek - Estrad Norr - urpremiär oktober 2011 - Riksteatern - 2015
- Du är väl googlebar lille vän! - Västerbottensteatern - urpremiär oktober 2013-2014 - Stockholms stadsteater - 2014-2020 - Riksteatern - 2016
- De ska vara två - Göteborgs stadsteater - urpremiär november 2014-2015
- Vad har en man att säga? - Västerbottensteatern - urpremiär september 2014-2015
- Stark som en räv - Östgötateatern - urpremiär september 2017
- Var är min man? - Göteborgs stadsteater - urpremiär september 2020, nypremiär maj 2022, nypremiär februari 2023

## Filmografi (i urval)
- 1989 – Tre kärlekar (TV-serie) (gästroll)
- 1992 – En komikers uppväxt (TV-serie)
- 1994 – Min vän Percys magiska gymnastikskor (TV-serie)
- 1997 – Rederiet (TV-serie)
- 1998 – Skärgårdsdoktorn (TV-serie)
- 1999 – Dödsklockan
- 1999 – Hälsoresan – En smal film av stor vikt
- 2001 – Återkomsten (TV-serie)
- 2004 – Så som i himmelen
- 2005 – Van Veeteren – Münsters fall
- 2006 – Kvarteret Skatan (TV-serie)
- 2006 – Beck – Skarpt läge
- 2006 – Wallander – Den svaga punkten
- 2007 – Se upp för dårarna
- 2008 – Allt flyter
- 2009 – Oskyldigt dömd
- 2009 – I skuggan av värmen
- 2009 – Luftslottet som sprängdes
- 2012 – Morden i Sandhamn (TV-serie)
- 2013 – Fjällbackamorden - Ljusets drottning
- 2014 – Tillbaka till Bromma
- 2015 – Så ock på jorden
- 2016 – Tjuvjägaren
- 2017 – The Poacher
- 2017 – Ticket Holder
- 2020 – Rebecka Martinsson (TV-serie)
- 2020 – Åreakuten (TV-serie)
- 2021 – En hederlig jul med Knyckertz (TV-serie)
- 2021 – Young Royals (TV-serie)
- 2022 – Mörkt hjärta (TV-serie)
- 2022 – Vuxna människor (TV-serie)
- 2023 – Händelser vid vatten (TV-serie)